# 캄피오나토 이탈리아노 디 풋볼 1898
캄피오나토 이탈리아노 디 풋볼 1898(이탈리아어: Campionato Italiano di Football 1898)은 이탈리아 축구의 1부 리그인 캄피오나토 이탈리아노의 1번째 시즌이며 이탈리아 축구 역사상 최초의 주요 대회였다. FIF(현 FIGC의 전신, 동년 3월 26일 토리노에서 설립됐으며, 1909년 현재 연맹의 이름으로 바뀐다.)가 최초로 주최한 리그 대회이기도 하며, 캄피오나토 이탈리아노는 세리에 A의 전신으로 간주된다.
대회는 토너먼트전 방식으로 진행되었고, 토리노 연고 3개 구단과 제노바 연고 1개 구단이 참가했다. 세 경기 모두 1898년 5월 8일 움베르토 1세 경륜장에서 진행되었고, 단 하루 동안 대회가 진행되었다. 제노바가 초대 우승 구단이 되는 영예를 안았다.
또한, 본 대회는 이탈리아에서 두 번째로 열린 공식 축구 경기이다. 1896년 이탈리아 체조 연맹(이탈리아어: Federazione Ginnastica Nazionale Italiana)에서 주최한 토르네오 FGNI 대회가 첫 축구 대회였다. 하지만 영국의 네 축구 협회로 구성된 IFAB에서 체계화된 축구 규정을 온전히 받아들이지 않은 대회였다. 그리고 토르네오 FGNI 대회는 마지막 대회가 열린 1913년까지 FIF가 공인하지 않은 대회로 남았다.
아브루치 공작 루이지 아메데오가 우승 구단에 트로피를 수여했고, 세 번 우승하는 구단은 이를 구단 소유로 보관할 수 있게 했다.

## 대회 진행

### 구성
대회는 하루 동안 토너먼트 형식으로 진행되었고, 오전에는 2번의 준결승전이, 오후에는 결승전이 열렸다. 경기는 45분의 전/후반전의 정규 시간 경기로 승부를 가리고, 무승부로 끝난 경우 각 10분의 연장 전/후반전을 추가로 치렀다.

### 대회
인테르나치오날레 토리노-토리네세와 진나스티카 토리노-제노아 대진의 준결승전 2경기를 진행한 결과, 인테르나치오날레 토리노와 제노아가 각각 2-1과 2-0으로 승리를 거뒀다. 이어지는 결승전에서 제노아는 연장전까지 가는 접전 끝에 2-1로 승리했다. 그리하여 제노아는 이탈리아 축구 역사 초대의 리그 우승 구단이 되었다.
1898년 5월 7일 라 스탐파 ― 가체타 피에몬테세 지를 통해 다음 날에 열리는 본대회를 알렸으며, 각 경기의 입장료 또한 발표했다. 단순한 경기장 입장은 20 첸테시미였고, 그랜드스탠드 좌석이 1 ITL였다. 축구 역사가 안토니오 기렐리는, 뉴스 보도에 따르면 준결승전에 약 50명, 결승전에는 약 100명의 관중이 경기를 지켜보았다고 하며, 그날의 총 수익은 197ITL이었고, 현재 통화 단위로 환산하면 약 €930다.

## 참가 구단
| 구단                    | 도시   |
| ----------------------- | ------ |
| 토리네세                | 토리노 |
| 제노아                  | 제노바 |
| 진나스티카 토리노       | 토리노 |
| 인테르나치오날레 토리노 | 토리노 |

## 경기 결과

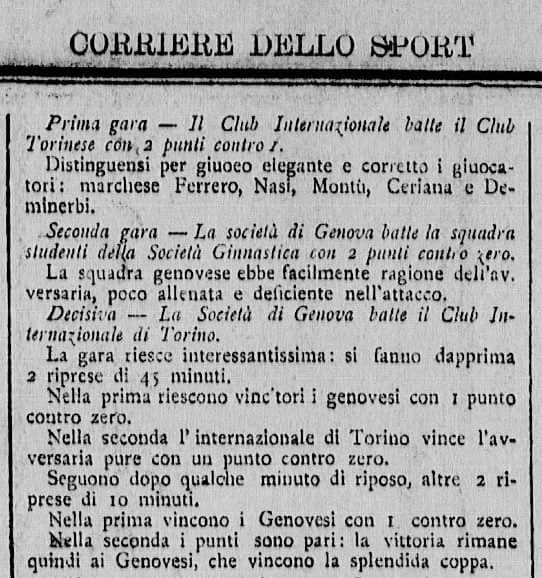
1898년 5월 11일 밀라노 신문사인 "코리에레 델로 스토르트 - 라 비치클레타"의 구스타보 "비르구스" 베로나 기자가 쓴 대회 신문 기사다.

본 결과는 1989년 5월 11일 밀라노의 코리에레 델로 스포르트 - 라 비치클레타의 보도에서 인용했다.

### 대진표
|  | 준결승전                | 준결승전                | 준결승전    |             |                         | 결승전                  | 결승전 | 결승전 |  |
|  |                         |                         |             |             |                         |                         |        |        |  |
|  | 인테르나치오날레 토리노 | 인테르나치오날레 토리노 | 2           |             |                         |                         |        |        |  |
|  | 인테르나치오날레 토리노 | 인테르나치오날레 토리노 | 2           |             |                         |                         |        |        |  |
|  | 토리네세                | 토리네세                | 1           |             |                         |                         |        |        |  |
|  | 토리네세                | 토리네세                | 1           |             | 인테르나치오날레 토리노 | 인테르나치오날레 토리노 | 1      |        |  |
|  |                         |                         |             |             | 인테르나치오날레 토리노 | 인테르나치오날레 토리노 | 1      |        |  |
|  |                         |                         | 제노아 (연) | 제노아 (연) | 2                       |                         |        |        |  |
|  | 진나스티카 토리노       | 진나스티카 토리노       | 제노아 (연) | 제노아 (연) | 2                       | 0                       |        |        |  |
|  | 진나스티카 토리노       | 진나스티카 토리노       |             |             |                         |                         |        |        |  |
|  | 제노아                  | 제노아                  | 2           |             |                         |                         |        |        |  |

### 일정

#### 준결승전
| 인테르나치오날레 토리노 | 2 – 1 | 토리네세 |
| ----------------------- | ----- | -------- |
| 보시오 · ?              |       | ?        |

| 진나스티카 토리노 | 0 – 2 | 제노아          |
| ----------------- | ----- | --------------- |
|                   |       | 리버 · 보차르도 |

#### 결승전
| 인테르나치오날레 토리노 | 1 – 2 (연장전) | 제노아          |
| ----------------------- | -------------- | --------------- |
| 보시오                  |                | 스펜슬리 · 리버 |

### 우승
- 제노아: 캄피오나토 이탈리아노 디 풋볼 1898 우승 (1번째 우승)

### 우승 주역
| 포메이션 (2-3-5)                                                                               | 선수 (포지션)                          |
| ---------------------------------------------------------------------------------------------- | -------------------------------------- |
| 베어드 데 갈레아니 스펜스리 파스테우르 길리오네 길리오티 르 펠리 리버 베르톨로 보차르도 다플스 | 윌리엄 베어드 (골키퍼)                 |
| 베어드 데 갈레아니 스펜스리 파스테우르 길리오네 길리오티 르 펠리 리버 베르톨로 보차르도 다플스 | 에르네스토 데 갈레아니 (오른쪽 풀백)   |
| 베어드 데 갈레아니 스펜스리 파스테우르 길리오네 길리오티 르 펠리 리버 베르톨로 보차르도 다플스 | 제임스 스펜스리 (왼쪽 풀백)            |
| 베어드 데 갈레아니 스펜스리 파스테우르 길리오네 길리오티 르 펠리 리버 베르톨로 보차르도 다플스 | 엔리코 파스테우르 (중앙 미드필더)      |
| 베어드 데 갈레아니 스펜스리 파스테우르 길리오네 길리오티 르 펠리 리버 베르톨로 보차르도 다플스 | 발리스 길리오네 (왼쪽 미드필더)        |
| 베어드 데 갈레아니 스펜스리 파스테우르 길리오네 길리오티 르 펠리 리버 베르톨로 보차르도 다플스 | 파우스토 길리오티 (오른쪽 미드필더)    |
| 베어드 데 갈레아니 스펜스리 파스테우르 길리오네 길리오티 르 펠리 리버 베르톨로 보차르도 다플스 | 존 카르톄 르 펠리 (오른쪽 윙)          |
| 베어드 데 갈레아니 스펜스리 파스테우르 길리오네 길리오티 르 펠리 리버 베르톨로 보차르도 다플스 | 노먼 빅터 리버 (왼쪽 윙)               |
| 베어드 데 갈레아니 스펜스리 파스테우르 길리오네 길리오티 르 펠리 리버 베르톨로 보차르도 다플스 | 실비오 피에로 베르톨로 (오른쪽 메찰라) |
| 베어드 데 갈레아니 스펜스리 파스테우르 길리오네 길리오티 르 펠리 리버 베르톨로 보차르도 다플스 | 조반니 보차르도 (왼쪽 메찰라)          |
| 베어드 데 갈레아니 스펜스리 파스테우르 길리오네 길리오티 르 펠리 리버 베르톨로 보차르도 다플스 | 헨리 다플스 (중앙 공격수)              |

비고
골키퍼 베어드는 결승전에서 부상을 당하여 제임스 스펜슬리로 교체됐다.